# Calamus convallium
Calamus convallium är en enhjärtbladig växtart som beskrevs av John Dransfield. Calamus convallium ingår i släktet Calamus och familjen Arecaceae. Inga underarter finns listade i Catalogue of Life.